# Timpusca
La timpusca es una sopa de la gastronomía del Perú, típica de la gastronomía arequipeña.
Su nombre proviene del término quechua timpuy, que significa «hervir». La timpusca es una sopa similar al chupe que consiste en un caldo a base de carne de ternera, cordero y chalona, al que se añade trigo, chuño, cochayuyo, hierbabuena y diversos vegetales. Se le suele añadir fruta como pera o durazno.